# Raville

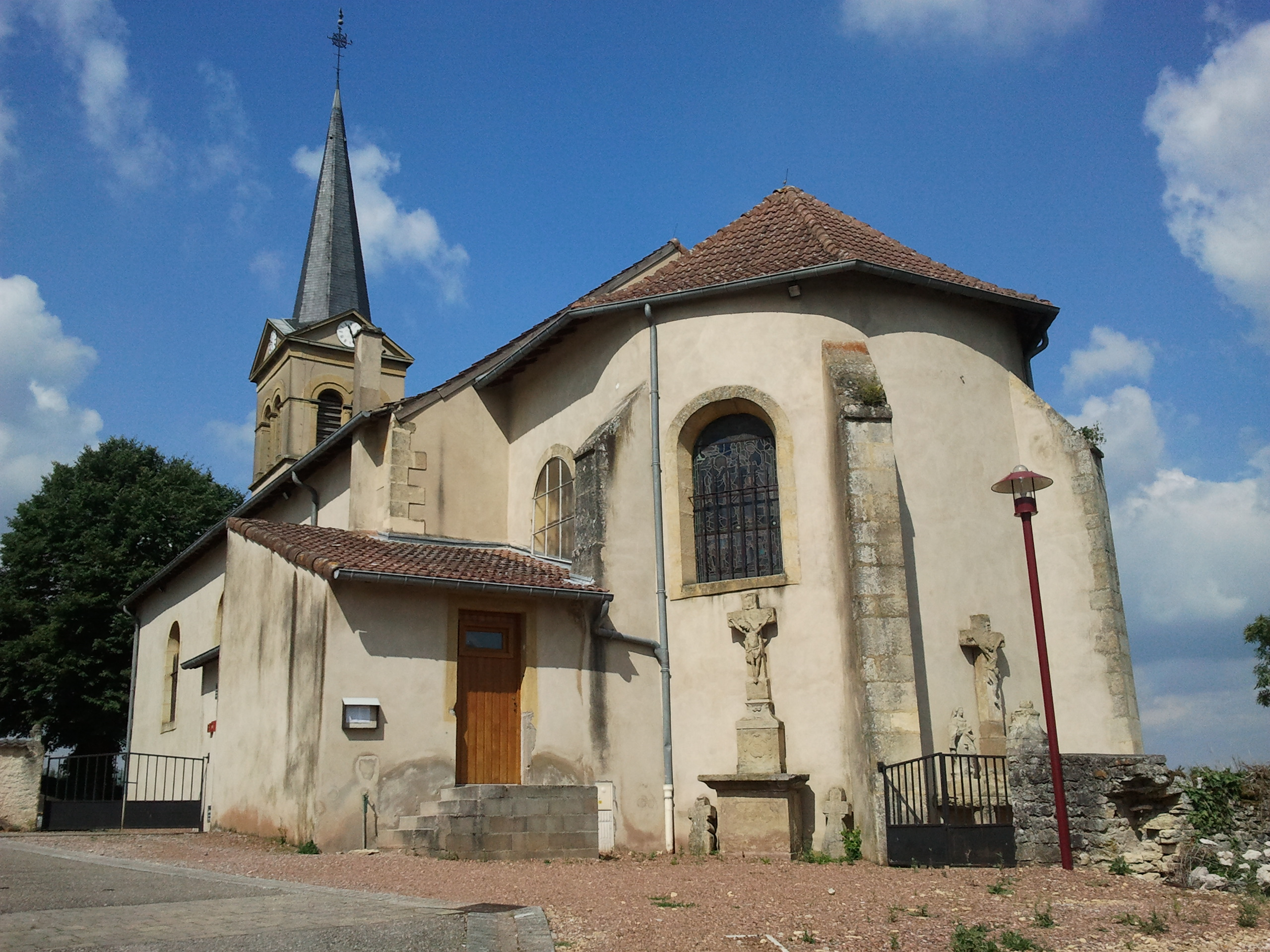
Bartholomäuskirche

Raville [ʁavil] (deutsch Rollingen)  ist eine französische Gemeinde mit 292 Einwohnern (Stand 1. Januar 2022) im Département Moselle in der Region Grand Est (bis 2015 Lothringen). Sie gehört zum Arrondissement Metz.

## Geographie
Raville liegt in Lothringen am linken Ufer der Deutschen Nied (Nied Allemande), 25 Kilometer östlich von Metz und zehn Kilometer östlich von Pange, zwischen Metz und Saint-Avold (Sankt Avold).

## Geschichte
Der Ort gehörte früher zur Herrschaft Rollingen, die die luxemburgische Familie Rollingen als luxemburgisches Lehen innehatte. 1164 verpfändete Graf Heinrich von Luxemburg die Herrschaft Rollingen an den Metzer Bischof Dietrich III. von Bar, der ein Interesse daran hatte, hier fremden Scharen die Straßennutzung zu verwehren. 1208 wurde die Herrschaft wieder der Familie Rollingen zu Lehen gegeben; sie bestand ursprünglich aus 25 Dörfern und einem Weiler, blieb aber nicht ungeteilt. Es fanden auch Wechsel der Besitzerfamilien statt. 1623 kam ein Peter Ernst Freiherr zu Rolling vor, der im selben Jahr verstarb. 1769 wurde die Herrschaft von der Kaiserin Maria Theresia im Tausch gegen andere Güter abgetreten.
Die Familie der Herren von Rollingen aus dieser Exklave zählte zu den wichtigsten Familien Luxemburgs. Ihre Burg wurde während der Französischen Revolution zerstört.
Das Gemeindewappen mit den drei silbernen Sparren auf rotem Grund ist identisch mit dem Wappen des früheren Adelsgeschlechtes Rollingen.
Durch den Frankfurter Frieden vom 10. Mai 1871 kam die Region an das deutsche Reichsland Elsaß-Lothringen, und das Dorf wurde dem Landkreis Metz im Bezirk Lothringen zugeordnet. Im Ort gab es eine Mühle, zwei Bierbrauereien und einen Kalkofen. Um 1890 wurde in 49 von 74 Haushaltungen nur französisch gesprochen.
Nach dem Ersten Weltkrieg musste die Region aufgrund der Bestimmungen des Versailler Vertrags 1919 an Frankreich abgetreten werden und wurde Teil des Département Moselle.
Im Zweiten Weltkrieg war die Region von der deutschen Wehrmacht besetzt.

### Bevölkerungsentwicklung
| Jahr      | 1962 | 1968 | 1975 | 1982 | 1990 | 1999 | 2007 | 2019 |
| Einwohner | 167  | 168  | 129  | 176  | 185  | 187  | 240  | 256  |

## Belege
1. 1 2  Maximilian F. A. Gritzner: Der Adel Deutsch-Lothringens, Nürnberg 1873,  S. 12 (books.google.de).
2. 1 2 3 4  Eugen H. Th. Huhn: Deutsch-Lothringen. Landes-, Volks- und Ortskunde, Stuttgart 1875, S. 294  (google.books.de).
3. ↑  Johann H. Albers: Die Kaiserliche Besitzung Urville in Lothringen. Ein Beitrag zur Geschichte des alten Niedgaus. G. Scriba, Metz 1894, S. 7 (books.google.de).
4. ↑  Wappenbeschreibung auf genealogie.lorraine.fr (französisch)
5. ↑  Johann H. Albers: Die Kaiserliche Besitzung Urville in Lothringen. Ein Beitrag zur Geschichte des alten Niedgaus. G. Scriba, Metz 1894, insbesondere S. 8. (books.google.de).